# Travels in Constants, Vol. 12
A Travels in Constants, Vol. 12 a Mogwai ötödik középlemeze, amelyet 2001. március 18-án adott ki a Temporary Residence Limited. A lemez a kiadó „Travels in Constants” sorozatának része. A dalok szerepelnek a Come On Die Young 2014-es ismételt kiadásán.

## Leírás
A lemez mindhárom számát 1999-ben vették fel a cowdenbeath-i Sub Station stúdióban; producerei Kevin Lynch és Michael Brennan Jr.
A borítón Stevie Chalmers látható, amikor az 1967-es Európa-kupa döntőjén az Internazionale ellen játszott mérkőzésen berúgta a Celtic FC számára győztes gólt.

## Számlista
Az összes dal szerzője a Mogwai, kivéve az Arundel dalé, amelyet David Pajo írt. 
| 1.    | Untitled         | 6:07 |
| 2.    | Quiet Stereo Dee | 4:06 |
| 3.    | Arundel          | 2:59 |
| 13:12 |                  |      |

## Közreműködők

### Mogwai
- Stuart Braithwaite (Holy Stuarto álnéven) – gitár, billentyűk
- Dominic Aitchison (Bearded Monsignor álnéven) – basszusgitár
- Martin Bulloch (Pious Bionicus álnéven) – dob
- Barry Burns (St. Francis of Assassin álnéven) – gitár, zongora, fuvola
- John Cummings (John of Arc álnéven) – gitár

### Gyártás
- Kevin Lynch, Michael Brennan Jr. – producerek

## Kiadások
| Ország                    | Dátum             | Kiadó                       | Formátum | Katalógusazonosító |
| ------------------------- | ----------------- | --------------------------- | -------- | ------------------ |
| Amerikai Egyesült Államok | 2001. március 18. | Temporary Residence Limited | CD       | TRR13/TIC12        |

## Fordítás
Ez a szócikk részben vagy egészben  a   Travels in Constants, Vol. 12 című angol Wikipédia-szócikk ezen változatának fordításán alapul.  Az eredeti cikk szerkesztőit annak laptörténete sorolja fel. Ez a jelzés csupán a megfogalmazás eredetét és a szerzői jogokat jelzi, nem szolgál a cikkben szereplő információk forrásmegjelöléseként.